# 내셔널 지오그래픽 (대한민국의 텔레비전 채널)
내셔널 지오그래픽(National Geographic)은 2019년에 폐국한 대한민국의 다큐멘터리 텔레비전 채널이다. 내셔널 지오그래픽 파트너스(National Geographic Partners)와 내셔널 지오그래픽 코리아의 중심인물인 장홍준, 이재원 등이 관리했다. 내셔널 지오그래픽 코리아는 아시아 지역 사업 중 일부로 운영됐다. 내셔널 지오그래픽의 대한민국 국내판으로서 주로 미국의 내셔널 지오그래픽 협회가 공급한 프로그램을 방송했으나, 대한민국의 텔레비전 방송 관련 규제에 따라 대한민국 및 다른 나라의 텔레비전 프로그램도 방송했다.
대한민국 법률상 국외 재송신 채널인 Nat Geo People과 Nat Geo Wild의 아시아판이 내셔널 지오그래픽 채널을 보조하는 역할을 했는데, 이 두 채널에서 방송하는 프로그램 중 몇몇이 이 채널에서 방송되기도 했다.

## 역사
내셔널 지오그래픽 채널(당시 명칭; 이하 NGC)의 대한민국 국내판은 기존에 대한민국 내에 송출중이던 국외 재송신 채널인 아시아판을 대체하는 형식으로 개국했다.
NGC의 아시아판은 2000년 5월 경부터 대한민국 내 송출이 추진됐는데, 대한민국의 방송법 중 외국 자본의 방송 사업자 주식 또는 지분 비율을 제한하는 14조에 따라 재송신 대리업체인 지오썬(영어: Geo Sun)이 반도체 및 위성방송 수신기 제조 업체였던 프로칩스(30%; 3억원 출자)와 한국방송텔레콤(프로칩스의 관계사), 그리고 NGC의 아시아 지역 법인(당시 내셔널 지오그래픽 협회와 옛 뉴스 코퍼레이션의 합작 사업)간의 합작사로 설립됐다. 당시에는 우선 유선 방송 사업자에 채널을 공급하고 추후에 NGC를 송출할 자체 위성 텔레비전 채널을 개설할 계획이 있었다. NCG 아시아판의 재전송은 홍콩으로부터 아시아샛(AsiaSat)을 통해 송출되는 해당 채널의 신호에 한국어 자막 트랙을 포함하는 식으로 이뤄졌다.
그러나 프로칩스가 부도 처리되면서 지오썬이 직접 내셔널 지오그래픽 쪽과 접촉했다는 보도가 있었고, 2014년 4월에 양해각서를 체결한 뒤 7월에 프로그램공급업자 등록을 마쳤다. 이후 같은 해 10월 15일에 유선 방송 사업자를 대상으로 시험 송출을 시작했고, 같은 해 12월 경에 정식으로 프로그램 공급 계약이 체결된 뒤 NGC의 대한민국 국내판이 정식으로 개국했다. 개국 당시에는 편성 비율의 절반을 내셔널 지오그래픽으로부터 공급받은 프로그램으로, 나머지 절반을 자체 제작 프로그램과 대한민국에서 제작된 기타 프로그램으로 채운다는 계획을 내세웠다.
2003년 12월에 CJ미디어(이후 CJ E&M 부문 미디어 콘텐츠 본부로 개칭)가 내셔널 지오그래픽 쪽과 새로운 계약을 맺고, 2004년 1월에 CJ미디어가 67%, 내셔널 지오그래픽 쪽이 33%의 지분을 보유하는 새 합작 법인을 세워 채널의 운영을 인계받기로 했다.
하지만, 2009년에 내셔널 지오그래픽에서 히스토리가 분류되자, 담당회사였던 CJ미디어 그룹은 내셔널 지오그래픽 한국판에서 손을 떼었다. 본사에서는, 한국판 상호 계약이 되어 있는 CJ미디어 그룹에서 손을 떼자, 한국판을 없앤다고 발표했다. 그래서 내셔널 지오그래픽에 있던 한국인 다큐맨터리 감독 이재원이 내셔널 지오그래픽과 계약을 맺어 장홍준, 오원희 등과 함께 내셔널 지오그래픽 코리아 네트워크를 설립했다. 하지만 히스토리 채널 코리아에서 2011년이 되어서야 인정을 해주었다. 실질적으로는 2011년에 설립되었다. 대표이사는 장홍준이, 부대표는 이재원이 맡았다.
2011년,내셔널지오그래픽 코리아 채널 시청률이 올라가면서 성장하기 시작했다. 그러면서 회사가 엄청나게 커졌는데,이때 경쟁회사인 디스커버리가 한국체널을 따로 만들면서 한국 회사까지 경쟁에 붙게 되었다. 그리고 잡지도 많은 사람들이 정기구독을 하였고, 이래서 엄청난 수익을 벌여들였다.
2013년에는 전국에 지역국을 설치했는데, 이러면서 전지역이 HD로 바뀌었다.
2014년, 회사가 엄청커졌고, 믿을 수 없울 정도의 규모가 되었다. 회사 인원수만 500명 이상이었고 수입은 엄청났다. 그러면서 내셔널지오그래픽 코리아 네트워크는 우리나라 1위 다큐체널이 되었다.
하지만 2016년을 시작으로 내셔널 지오그래픽 코리아가 흔들리기 시작했다. 창립자 이재원의 논란이 생겨나기 시작하고, 장홍준 대표이사의 건강이 약화되는등, 지속적으로 피해가 내셔널지오그래픽 코리아에 오기 시작했다.
2017년 9월, 대표이사 장홍준이 사망했다. 내셔널 지오그래픽 코리아에서는 긴급회의를 소집하고, 대책을 마련했다. 당시에 장홍준의 영부인과 자식들은 방송과 관련된 일을 한번도 하지 않아 물려줄 수도 없는 상황이었다고 한다. 게다가 내셔널 지오그래픽 코리아 공동창립자였던 이재원과 오원희는 모두 내셔널 지오그래픽 코리아에 있지 않았었다. 결국 내셔널 지오그래픽 코리아 네트워크는 무너지고 말았다.
이듬해 2018년, 내셔널 지오그래픽 본사에서 내셔널 지오그래픽 코리아 운영권을 가져갔다. 하지만 그해 11월, 월트 디즈니 컴퍼니에서 내셔널 지오그래픽을 인수하자, 내셔널 지오그래픽 코리아는 NCG코리아와 월트 디즈니 컴퍼니 코리아가 운영하게 되었다. 하지만 실질적으로 당시 권력을 가진 공동창립자 오원희는 이사회에서 초대 이사장으로 초청되었다.
오원희는 2019년 10월, 내셔널 지오그래픽 코리아를 2020년 부로 폐국하기로 결정했다. 그는 무책임하다고 해서 2019년 11월에 쫓겨났다. 하지만 거의 많은 직원들이 시청률도 그렇게 많이 없고 해서 폐쇄하기로 결정했다.
2019년 12월에 내셔널 지오그래픽은 공지를 통해 대한민국 국내판의 송출이 같은 달 31일에 종료되며, 해당 채널이 내셔널 지오그래픽의 국외 재송신 채널로 대체될 것임을 알렸다. 국내판 채널 폐국 후 대한민국 시간으로 2019년 12월 31일과 2020년 1월 1일 사이 자정에 내셔널 지오그래픽 텔레비전 채널의 동남아시아판으로 대체됐다. 그리고 월트 디즈니 컴퍼니 코리아가 소유권을 가져갔다.
2023년 9월 30일, 내셔널 지오그래픽은 폐국되었으며, 디즈니+로 이관이 되었다.

## 역대 임원목록

### 냇지오 TV 코리아 (2000~2004)

#### 사장
초대 사장
김종수 (2000년 6월 1일~그해 12월)
제2대 사장
김유경 (2001년~2002년 4월)
제3대 사장
오원희 (2002년 8월~2003년 12월)
제4대 사장
진찬기 (2003년 12월~2004년 5월)

#### 방송총국장
1대 국장
장홍준 (2000년 10월~2002년 3월)
2대 국장
윤송희 (2002년 5월~2002년 7월)

### 냇지오 채널 코리아 (2004년~2008년)

#### 사장
제1대~3대 사장
이권수 (2004년 7월~2006년)
제4대 사장
오원희 (2006년 9월~2007년 2월)

#### 부사장
제1대 부사장
송민 (2005년 1월~2006년 7월)
제2대 부사장
장홍준 (2006년 7월~2008년)

### 냇지오 코리아 네트워크 (2009년~2019년)

#### 회장(대표이사)
초대 대표이사
이재원 (2009년 6월~2009년 11월)
제1대~제4대 대표이사
장홍준 (2009년 12월~2017년 9월)
제5대 대표이사
오원희 (2017년 11월~2019년 4월)
제6대 대표이사
윤원근 (2019년 4월~2019년 12월)

#### 부회장
제1대~2대 부회장
윤원근 (2010년 3월~2014년 4월)
제3대 부회장
권민성 (2014년 4월~2017년 5월)
제4대 부회장
오민진 (2017년~2018년 12월)

### 잡지

#### 이사장
제1대 이사장
오원희(2012년~2015년)
제2~3대 이사장
김영우(2015년~2018년)
제4대 이사장(현대표이사)
권오진 (2019년~2023년)

## 같이 보기
- 내셔널 지오그래픽 협회